# Bianca di Borgogna (1288-1348)
Bianca di Borgogna (1288 – Digione, 27 luglio 1348) fu contessa consorte di Savoia, Aosta e Moriana dal 1323 al 1329.

## Origine
Secondo la Histoire des ducs de Bourgogne de la race capétienne, vol. VI, Bianca era la figlia femmina secondogenita del Duca di Borgogna e re titolare di Tessalonica, Roberto II e della moglie, Agnese di Francia (1260-1325), che, come ci viene confermato dalla Chronique anonyme des rois de France, era la figlia minore (ultimogenita) del re di Francia, San Luigi IX (1215 – 1270) e di Margherita di Provenza (1221 – 1295), che, come riportato dal Vincentii Bellovacensis Memoriale Omnium Temporum era la figlia primogenita del conte di Provenza e conte di Forcalquier, Raimondo Berengario IV (1198 – 1245) e della moglie (come risulta dalla cronaca del monaco benedettino inglese, cronista della storia inglese, Matteo Paris (1200 – 1259), quando descrive il matrimonio della figlia Eleonora con il re d'Inghilterra, Enrico III), Beatrice di Savoia (1206 – 1266).
Roberto II di Borgogna, come ci viene confermato nel testamento del padre del 1272, era il figlio quintogenito ed anche ultimogenito del Duca di Borgogna ed in seguito re titolare di Tessalonica, Ugo IV di Borgogna e della prima moglie, Iolanda di Dreux, che, come ci viene confermato dalla Chronica Albrici Monachi Trium Fontium, era figlia del conte di Dreux e di Braine, Roberto III e della moglie (come ci viene confermato dal documento n° LXXIX del Cartulaire du comté de Ponthieu), Eleonora, signora di Saint-Valéry, come appendiamo dalla Histoire généalogique des ducs de Bourgogne de la maison de France.

## Biografia
Suo padre, Roberto II fu incaricato di importanti missioni dai re di Francia, Filippo III l'Ardito e Filippo il Bello. Da quest'ultimo fu nominato gran ciambellano di Francia.
Nel 1297, Filippo il Bello lo scelse per una delicata missione a Roma, per cui Roberto fece testamento, nominando suo successore il figlio, Ugo e affidando la reggenza alla moglie, Agnese di Francia, sinché Ugo non avesse raggiunto la maggior età, citando inoltre Bianca, quale figlia primogenita, tra i figli ancora in vita.
Dopo che, l'anno prima, si era ammalato, suo padre, Roberto II morì il 21 marzo 1306 lasciando erede il figlio Ugo, sotto la tutela della madre, Agnese di Francia.
Al castello di Montbard, ancora secondo la Histoire des ducs de Bourgogne de la race capétienne, vol. VI, Bianca, il 27 settembre 1307, come conferma il Continuatio Chronici Guillelmi de Nangiaco, sposò l'erede della contea di Savoia, Edoardo (1284 – 1329), figlio del conte di Savoia, Aosta e Moriana, Amedeo V e della sua prima moglie, Sibilla de Baugé, l'unica figlia di Guido II di Baugé, ultimo signore di Baugé e della Bresse, e di Dauphine di Saint-Bonnet; dato il grado di parentela degli sposi era stata necessaria una dispensa papale di papa Bonifacio VIII.
Nel 1323, alla morte del suocero, Amedeo V di Savoia, suo marito Edoardo I il Liberale, ne ereditò i titoli come unico successore, come era stato espressamente voluto da Amedeo V, nel suo testamento del 1307.
Nel 1329, Bianca rimase vedova, infatti suo marito, Edoardo, secondo le Chartes du diocèse de Maurienne: Documents recueillis, morì a Gentilly vicino a Parigi, il 4 novembre di quell'anno, e fu tumulato nell'Abbazia di Altacomba.
Alla morte del marito, la figlia Giovanna, avrebbe dovuto succedere al padre, nei suoi titoli, ma rinunciò a favore dello zio, Aimone.
Bianca, molto probabilmente, dopo il matrimonio, del 1330, della figlia con il duca di Bretagna e conte di Richmond, Giovanni III, fece ritorno in Borgogna; infatti, secondo gli Obituaires de Sens Tome I.2, Abbaye de Maubuisson (non consultati), Bianca morì a Digione, il 27 luglio 1348 (secondo la Histoire généalogique des ducs de Bourgogne de la maison de France, morì invece il 18 luglio) e fu tumulata nella chiesa dei cappuccini, di quella città, dove fu posta accanto alla figlia, Giovanna, morta quattro anni prima.

## Figli
Bianca a Edoardo diede un'unica figlia:
- Giovanna (1310-1344), fu duchessa consorte di Bretagna, per essere stata la terza moglie del duca di Bretagna e conte di Richmond, Giovanni III[14], che la sostenne nel reclamare il titolo di contessa di Savoia[16].

## Ascendenza
|                        |                       |                                    | Genitori                  |  |  | Nonni |  |  | Bisnonni               |  |  | Trisnonni           |  |
|                        |                       |                                    |                           |  |  |       |  |  | Oddone III di Borgogna |  |  | Ugo III di Borgogna |  |
|                        |                       |                                    |                           |  |  |       |  |  | Oddone III di Borgogna |  |  | Ugo III di Borgogna |  |
|                        |                       | Alice di Lorena                    |                           |  |  |       |  |  | Oddone III di Borgogna |  |  |                     |  |
| Ugo IV di Borgogna     |                       |                                    |                           |  |  |       |  |  | Oddone III di Borgogna |  |  |                     |  |
|                        |                       | Alice di Vergy                     | Ugo di Vergy              |  |  |       |  |  |                        |  |  |                     |  |
|                        |                       | Alice di Vergy                     | Ugo di Vergy              |  |  |       |  |  |                        |  |  |                     |  |
|                        |                       | Alice di Vergy                     | Gillette di Trainel       |  |  |       |  |  |                        |  |  |                     |  |
| Roberto II di Borgogna |                       | Alice di Vergy                     |                           |  |  |       |  |  |                        |  |  |                     |  |
|                        |                       | Roberto III di Dreux               | Roberto II di Dreux       |  |  |       |  |  |                        |  |  |                     |  |
|                        |                       | Roberto III di Dreux               | Roberto II di Dreux       |  |  |       |  |  |                        |  |  |                     |  |
|                        |                       | Roberto III di Dreux               | Iolanda di Coucy          |  |  |       |  |  |                        |  |  |                     |  |
| Yolanda di Dreux       |                       | Roberto III di Dreux               |                           |  |  |       |  |  |                        |  |  |                     |  |
|                        |                       | Aénor di Saint-Valéry              | Tommaso di Saint-Valéry   |  |  |       |  |  |                        |  |  |                     |  |
|                        |                       | Aénor di Saint-Valéry              | Tommaso di Saint-Valéry   |  |  |       |  |  |                        |  |  |                     |  |
|                        |                       | Aénor di Saint-Valéry              | Adele di Ponthieu         |  |  |       |  |  |                        |  |  |                     |  |
| Bianca di Borgogna     |                       | Aénor di Saint-Valéry              |                           |  |  |       |  |  |                        |  |  |                     |  |
|                        | Luigi VIII di Francia | Filippo II di Francia              |                           |  |  |       |  |  |                        |  |  |                     |  |
|                        | Luigi VIII di Francia | Filippo II di Francia              |                           |  |  |       |  |  |                        |  |  |                     |  |
|                        | Luigi VIII di Francia | Isabella di Hainaut                |                           |  |  |       |  |  |                        |  |  |                     |  |
| Luigi IX di Francia    | Luigi VIII di Francia |                                    |                           |  |  |       |  |  |                        |  |  |                     |  |
|                        |                       | Bianca di Castiglia                | Alfonso VIII di Castiglia |  |  |       |  |  |                        |  |  |                     |  |
|                        |                       | Bianca di Castiglia                | Alfonso VIII di Castiglia |  |  |       |  |  |                        |  |  |                     |  |
|                        |                       | Bianca di Castiglia                | Eleonora d'Inghilterra    |  |  |       |  |  |                        |  |  |                     |  |
| Agnese di Francia      |                       | Bianca di Castiglia                |                           |  |  |       |  |  |                        |  |  |                     |  |
|                        |                       | Raimondo Berengario IV di Provenza | Alfonso II di Provenza    |  |  |       |  |  |                        |  |  |                     |  |
|                        |                       | Raimondo Berengario IV di Provenza | Alfonso II di Provenza    |  |  |       |  |  |                        |  |  |                     |  |
|                        |                       | Raimondo Berengario IV di Provenza | Garsenda di Provenza      |  |  |       |  |  |                        |  |  |                     |  |
| Margherita di Provenza |                       | Raimondo Berengario IV di Provenza |                           |  |  |       |  |  |                        |  |  |                     |  |
|                        |                       | Beatrice di Savoia                 | Tommaso I di Savoia       |  |  |       |  |  |                        |  |  |                     |  |
|                        |                       | Beatrice di Savoia                 | Tommaso I di Savoia       |  |  |       |  |  |                        |  |  |                     |  |
|                        |                       | Beatrice di Savoia                 | Margherita di Ginevra     |  |  |       |  |  |                        |  |  |                     |  |
|                        |                       | Beatrice di Savoia                 |                           |  |  |       |  |  |                        |  |  |                     |  |

### Fonti primarie
- (LA)  Monumenta Germaniae Historica, Scriptores, tomus XXIII.
- (LA)  Monumenta Germaniae Historica, Scriptores, Tomus XXIV.
- (LA)  Matthaei Parisiensis, monachi Sancti Albani, Chronica majora.
- (LA)  Recueil des historiens des Gaules et de la France. Tome 20.
- (LA, FR)  Recueil des historiens des Gaules et de la France. Tome 21.
- (LA)  Cartulaire du comté de Ponthieu.
- (LA)  Chartes du diocèse de Maurienne: Documents recueillis

### Letteratura storiografica
- (FR)  Histoire des ducs de Bourgogne de la race capétienne, tome VI.
- (FR)  Histoire généalogique des ducs de Bourgogne de la maison de France.
- (FR)  Histoire généalogique de la royale maison de Savoie, justifiée par titres, ..par Guichenon, Samuel.